# Palmenhaus (Gliwice)

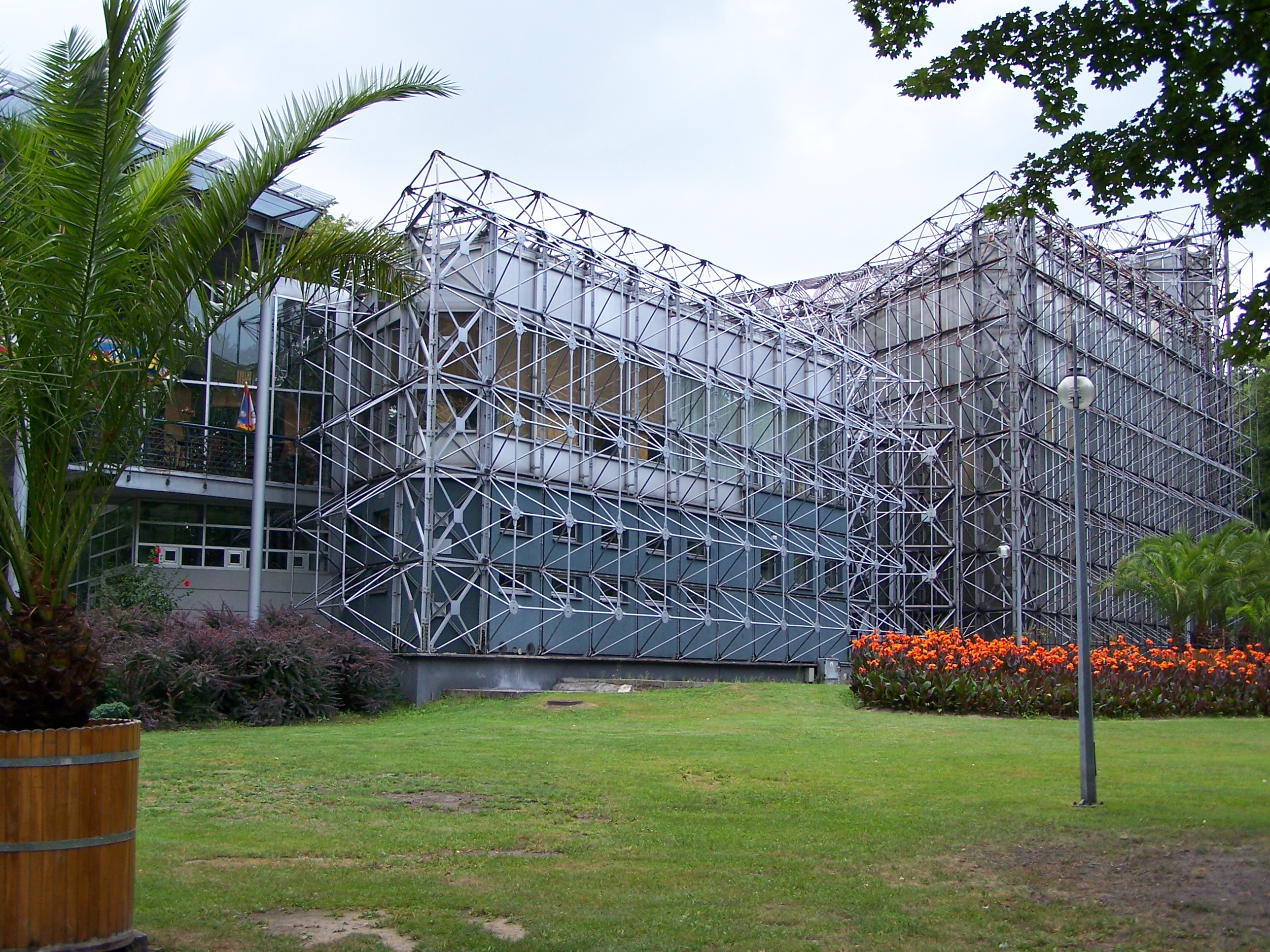
Das Palmenhaus

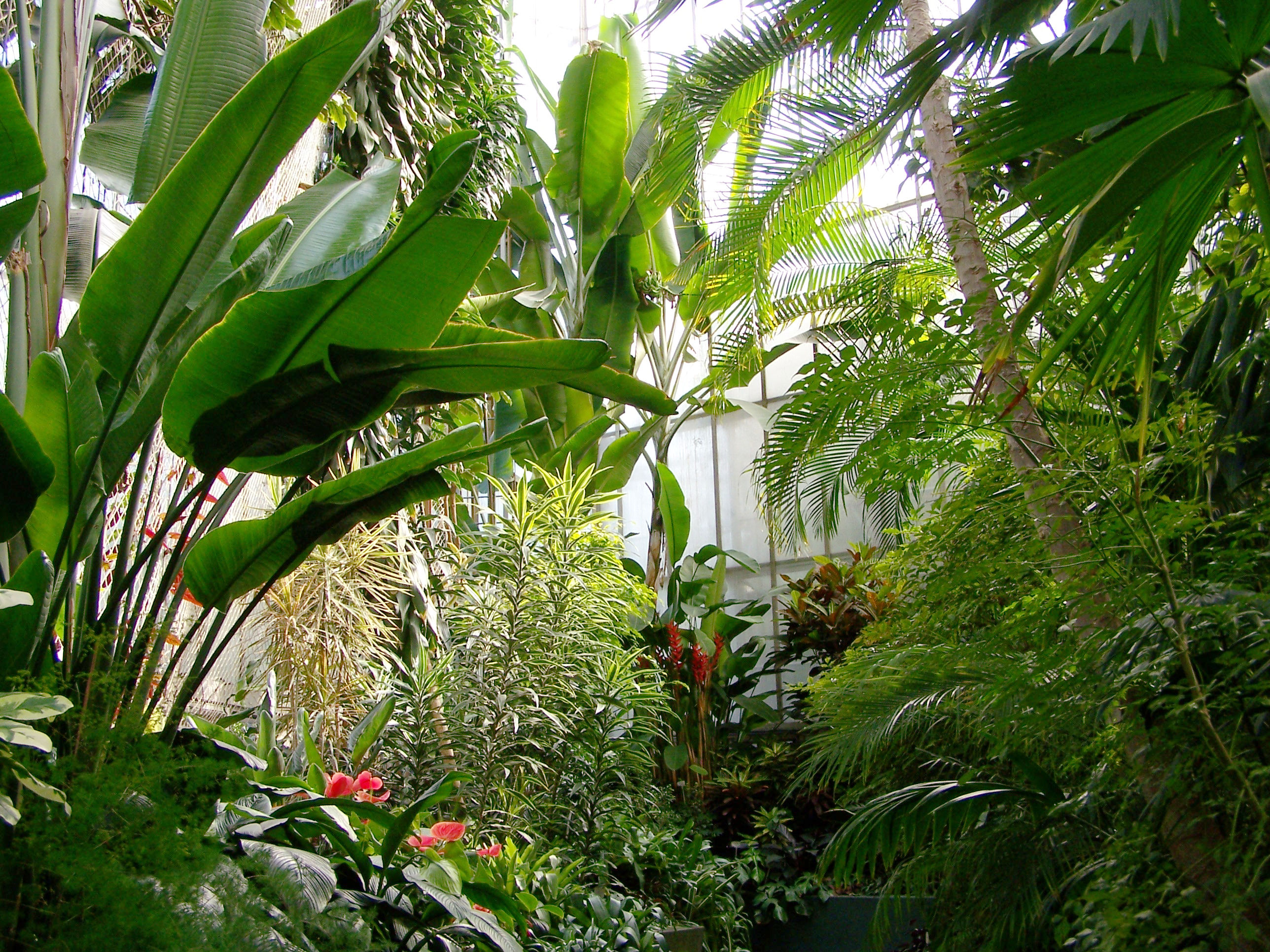
Das Palmenhaus von innen

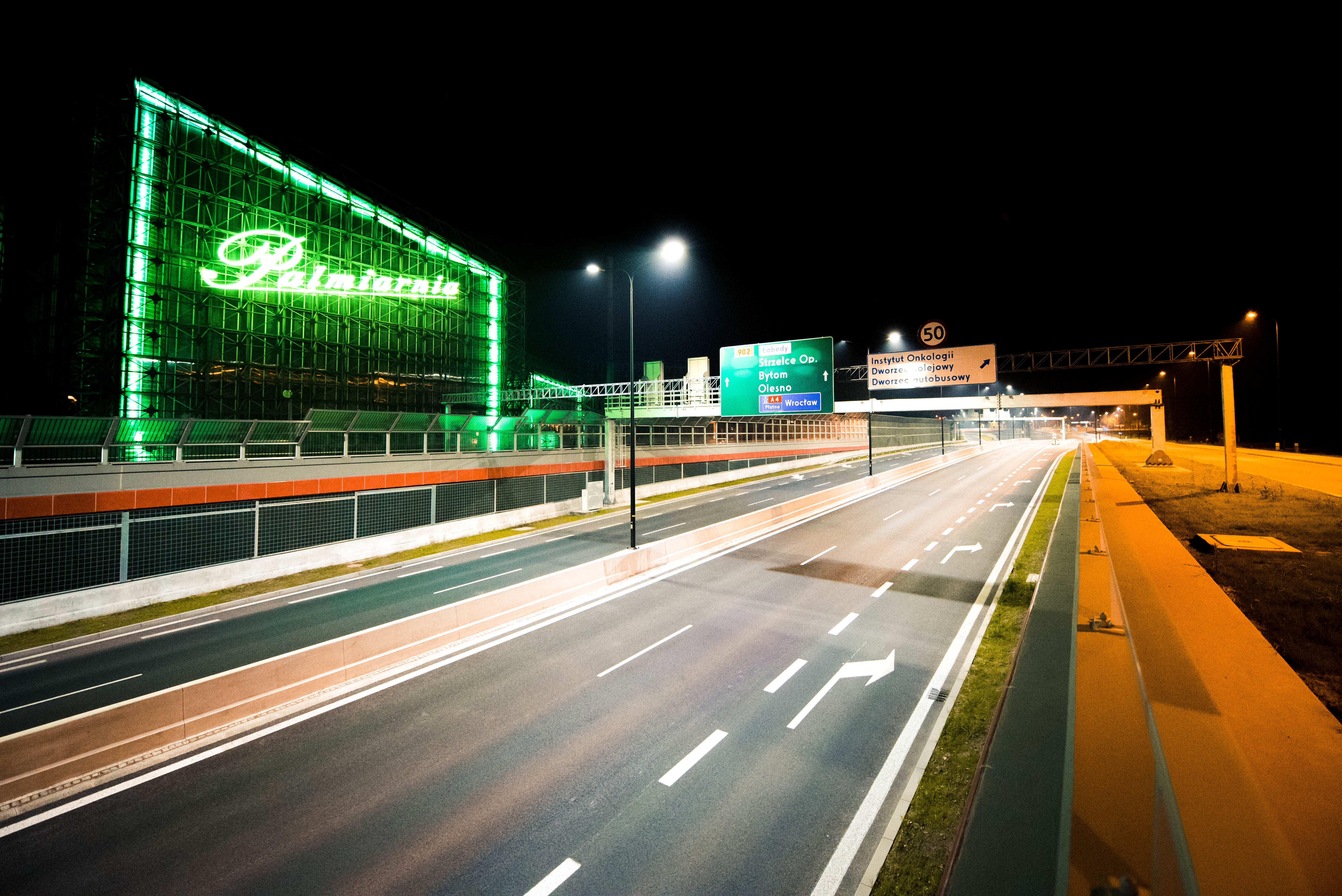
Die neue Beleuchtung am Palmenhaus

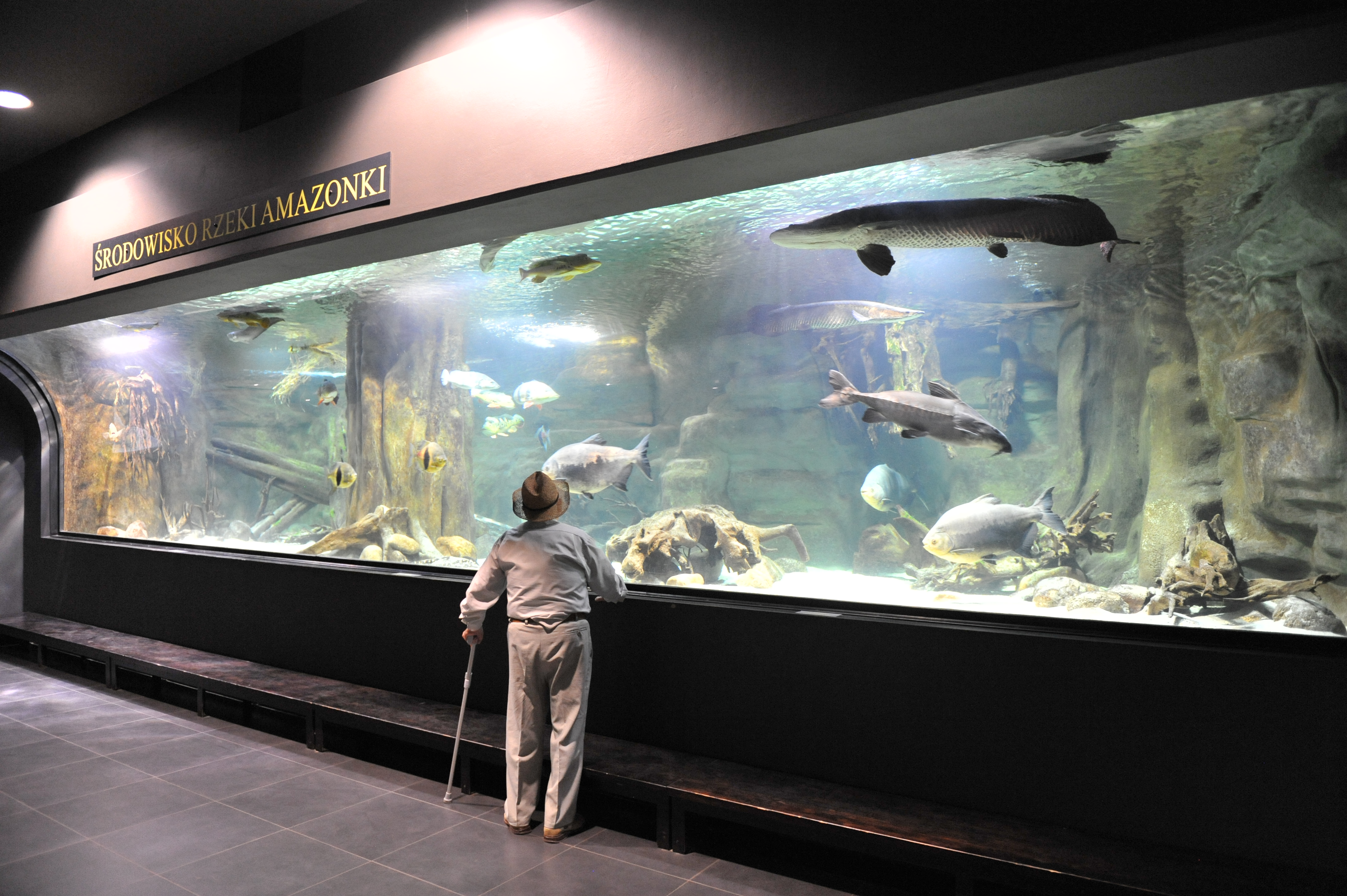
Das neue Aquarium

Das Städtische Palmenhaus in Gliwice (Gleiwitz) befindet sich an der Aleksander-Fredro-Straße im Frédéric-Chopin-Park, dem früheren Stadtpark.

## Allgemeines und Architektur
Das Palmenhaus besteht aus vier Hallen und hat eine Gesamtgröße von 2000 m². Im Palmenhaus befinden sich 5600 verschiedene Pflanzenarten, die ältesten sind ca. 100 Jahre alt. Das Palmenhaus beherbergt auch Kanarienvögel, Papageien, Aquarien mit Schildkröten sowie Terrarien mit Reptilien.
Vor dem Eingang befinden sich zwei Löwenskulpturen.

## Geschichte
Die ersten Gewächshäuser im Stadtpark entstanden um 1880 neben dem Gärtnerhaus. Diese dienten als Kulturhäuser für die Grünflächen der Stadt. Die Glashäuser des Palmenhauses (anfangs auch als Tropenhaus bezeichnet) entstanden zwischen 1924 und 1925 zunächst als Ausstellungsbauten. Im Palmenhaus entstand in den Folgejahren auch ein Zoo mit Alligatoren, Schlangen, Schildkröten und Affen.
1924 wurde im Palmenhaus eine Ausstellung exotischer Pflanzen und Palmen veranstaltet. Diese bildeten den Grundstock für die dauerhafte Präsentation. 1925 wurde das erste Wasserbecken für die Amazonas-Riesenseerose (Victoria amazonica) in Schlesien eröffnet. Im August wurde das Palmenhaus ausgebaut. 1929 brachte man Affen und eine Vielzahl von Papageien als neue Bewohner in das Palmenhaus.
1934 wurde ein neues großes Glashaus fertiggestellt und freigegeben. 1935 wurde das neue 12 Meter hohe Glashaus seiner Nutzung übergeben. 1936 zogen Paviane und Anakondas in das Palmenhaus und das Kakteen-Glashaus wurde ausgebaut. 1945 wurde das Palmenhaus beschädigt und drei Jahre später wieder der Öffentlichkeit zugänglich gemacht. In der Nachkriegszeit wurde ein großer Teil der Pflanzen geraubt.
Nach der Renovierung wurde im Oktober 1948 das Palmenhaus wieder für Besucher eröffnet. 1949 hatte das Palmenhaus 21.000 Besucher. Durch den Austausch mit anderen botanischen Einrichtungen wurde die Pflanzensammlung kontinuierlich ausgebaut. 1950 besaß es 500 exotische Pflanzenarten und 200 Kakteensorten. Das Aquarium bestand aus 30 Wasserbehältern. Neben den Glashäusern wurde ein neues Alpinum angelegt. Der schlechte technische und bauliche Zustand der Gewächshäuser führte 1985 zur Schließung des Palmenhauses. Man entschied sich zu einem Umbau am alten Standort, bei dem eine neue Konstruktion mit neuen Glashäusern über die alten Glashäuser gebaut wurde und die Pflanzen an ihrer Stelle belassen wurden. Nach der Fertigstellung wurden die alten Glashäuser demontiert. Als Vorbild für die neue Konstruktion des Architekten Andrzej Musialik diente die Crystal Cathedral im US-amerikanischen Kalifornien. Nach dem mehrjährigen Umbau wurde das Palmenhaus am 30. Januar 1998 feierlich wiedereröffnet. Von 2011 bis 2013 wurde ein weiteres neues Glashaus für das Aquarium errichtet.